# Yapi Kredi
Yapı ve Kredi Bankasi es uno de los primeros bancos comerciales a nivel nacional en Turquía y es el cuarto banco de propiedad pública más grande de Turquía por el tamaño de sus activos, fue fundado en 1944 por Kazim Taşkent, y es el cuarto banco público más grande por el tamaño de sus activos, es un conglomerado de empresas con diferentes subsidiarias que abarcan diferentes productos y estrategias. 

Entre otros productos ofrecen tarjetas de crédito, activos bajo administración, préstamos que no son en efectivo, alquiler con derecho de compra, fondos de pensiones privados y seguros que no son de vida. Su implantación local cuenta con 835 sucursales en todo el país con más de 13 millones de clientes.[cita requerida]
El banco, además, ofrece préstamos para vehículos, préstamos para consumidores, préstamos para vivienda y apoyos para préstamos comerciales.
Yapı Kredi Emeklilik S.A es uno de los mayores proveedores de seguros de vida y pensiones de Turquía y ha sido una fuerza importante en el crecimiento y desarrollo de planes de pensiones y seguros colectivos en el país. 
Su compañía hermana, Yapı Kredi Sigorta S.A., es la segunda aseguradora de salud más grande de Turquía. Juntas, las compañías brindan cobertura a aproximadamente 700.000 asegurados.[cita requerida]
Yapı Kredi fue absorbida por Çukurova Holding de Mehmet Emin Karamehmet en 1984, y Hüsnü Özyeğin fue su director general hasta 1987. En 2003, Çukurova Holding llegó a un acuerdo con el regulador bancario turco para vender la mayoría de sus acciones en Yapı Kredi en un plazo de dos años. En 2005, casi todas las acciones de Yapı Kredi fueron adquiridas por los propietarios de Koçbank . 
Koç Finansal Hizmetler (KFH; Koç Financial Services, KFS), era una sociedad a partes iguales entre Koç Holding y el gigante bancario italiano UniCredit . En 2006, Koçbank se fusionó con Yapı Kredi, dejando el 80% de Yapı Kredi en manos de KFS.
En noviembre de 2019, Unicredit salió de la empresa conjunta KFS que controla el banco y adquirió una participación menor en la empresa.